# Neoconis cubana
Neoconis cubana är en insektsart som först beskrevs av Banks 1938.  Neoconis cubana ingår i släktet Neoconis och familjen vaxsländor. Inga underarter finns listade i Catalogue of Life.